# Orsingen-Nenzingen
Orsingen-Nenzingen település Németországban, azon belül Baden-Württembergben. Lakosainak száma 3648 fő (2023. december 31.). Orsingen-Nenzingen Aach és Volkertshausen községekkel határos.

## Népesség
A település népessége az elmúlt években az alábbi módon változott:
| Lakosok száma | 1692 | 1937 | 2049 | 2247 | 2189 | 2439 | 2907 | 3125 | 3275 | 3648 |
|               | 1961 | 1967 | 1974 | 1980 | 1987 | 1993 | 2000 | 2006 | 2013 | 2023 |